# MIER1
Инду́ктор ра́ннего реаги́рования мезоде́рмы 1 (англ. Mesoderm induction early response protein 1, MIER1) — белок, кодируемый у человека геном MIER1.

## Функции
Этот ген кодирует белок, который был впервые выявлен у шпорцевой лягушки (Xenopus laevis). Он играет роль в индукции раннего реагирования мезодермы (MIER) и функционирует как регулятор транскрипции. Существуют альтернативно сплайсированные варианты транскриптов этого гена, кодирующие различные изоформы, у некоторых из которых отсутствует сигнал ядерной локализации на С-конце.

## Взаимодействия с другими белками
MIER1, как было выявлено, взаимодействует с HDAC1.